# Polyporus radicatus
Polyporus radicatus är en svampart som beskrevs av Schwein. 1832. Polyporus radicatus ingår i släktet Polyporus och familjen Polyporaceae.   Inga underarter finns listade i Catalogue of Life.